# Beckenried
Beckenried est une commune suisse du canton de Nidwald.

## Géographie

Vue aérienne (1956)

Le village de Beckenried est situé au bord du lac des Quatre-Cantons, au pied de la Klewenalp et sur le delta que le ruisseau Lielibach a formé.
Selon l'Office fédéral de la statistique, Beckenried mesure 24,22 km2.
Beckenried est limitrophe de Wolfenschiessen, Oberdorf, Buochs et Emmetten, ainsi que d'Isenthal dans le canton d'Uri.

## Démographie
Selon l'Office fédéral de la statistique, Beckenried compte 3 126 habitants en 2008. Sa densité de population atteint 129 hab./km2.
Le graphique suivant résume l'évolution de la population de Beckenried entre 1850 et 2008 :

## Transports
- Autoroute A2 (Bâle-Chiasso)  35 (Beckenried)
- Bateaux pour Lucerne, Flüelen et Brunnen
- Lignes de bus pour Stans, Flüelen et Seelisberg
- Bac Beckenried-Gersau (exploité durant la saison touristique)
- Téléphérique de Klewenalp

## Manifestations
- Samichlaiseinzug, le samedi suivant le 6 décembre (cortège et marché de Saint-Nicolas)

## Personnalités
- Fredi Murer (1940-), cinéaste
- Marcelle Kellermann (1919-2015), enseignante du français au Royaume-Uni et résistante française, née en 1919 à Beckenried

## Curiosités
- Église paroissiale Saint-Henri
- Chapelles Maria im Riedli, Saint-Anne et Sainte-Ida.
- Ruines des châteaux d’Isenringen et de Rätschrieden